# Coenosia rubriceps
Coenosia rubriceps är en tvåvingeart som beskrevs av Frederick Wollaston Hutton 1901. Coenosia rubriceps ingår i släktet Coenosia och familjen husflugor. Inga underarter finns listade i Catalogue of Life.